# Кингмън
Кингмън (на английски: Kingman) е град в окръг Мохаве, щата Аризона, САЩ. Кингмън е с население от 27 696 жители (2007) и обща площ от 77,7 km². Намира се на 1016 m надморска височина. ЗИП кодът му е 86401, 86402, 86409, а телефонният му код е 928.